# Lachapelle-sous-Rougemont
Lachapelle-sous-Rougemont är en kommun i departementet Territoire de Belfort i regionen Bourgogne-Franche-Comté i östra Frankrike. Kommunen ligger i kantonen Rougemont-le-Château som tillhör arrondissementet Belfort. År 2022 hade Lachapelle-sous-Rougemont 554 invånare.

## Befolkningsutveckling
Antalet invånare i kommunen Lachapelle-sous-Rougemont
| Referens: INSEE |